# Quint Emili Lèpid (cònsol el 21 aC)
Quint Emili Lèpid (en llatí: Quintus Aemilius Lepidus) va ser un magistrat romà del segle i aC. Sembla que era fill de Mani Emili Lèpid, cònsol el 66 aC, que era net de Marc Emili Lèpid, cònsol el 126 aC. Formava part de la gens Emília, i era de la família dels Lèpids.
En una inscripció que recull Fabricius apareix esmentat juntament amb Marc Lol·li com a cònsols l'any 21 aC, any en què van restaurar el pont Fabrici. Segons Apià, va ser procònsol de la província romana d'Àsia l'any 15 aC.
La inscripció de Fabricius permet identificar Quint Emili Lèpid amb un personatge esmentat per Apià amb el nom de Bàrbula. Segons Apià, un personatge anomenat Bàrbula (identificat amb Quint Emili Lèpid) va lluitar en la batalla de Filips del bàndol d'Octavià, i després de la batalla va simular la compra d'un fals esclau anomenat Marc (identificat amb Marc Lol·li), que havia estat llegat de Brutus, havia estat proscrit pels vencedors el 43 aC i, per evitar represàlies, s'havia fet passar per esclau. A l'arribada a Roma, Marc va ser reconegut, però, per mitjà d'Agripa, Octavià li concedí el perdó. Posteriorment, a la batalla d'Àccium, Marc va combatre de part d'Octavià, i Bàrbula de part d'Antoni: en aquesta ocasió, fou Marc qui demanà a Octavià el permís pel seu amic, que també fou concedit. Posteriorment, tots dos varen ser cònsols. Tenint en compte que Bàrbula fou un cognom propi de la gens Emília, a la qual pertany Quint Emili Lèpid, és raonable pensar que també usava aquest cognom, tal vegada perquè descendia d'un membre d'aquesta branca: d'aquesta manera, la inscripció de Fabricius, amb els cònsols Quint Emili Lèpid i Marc Lol·li com a parella, permet identificar els protagonistes de l'anècdota d'Apià, qui els esmenta solament com a Bàrbula i Marc.